# Зворотне поширення в часі
Зворо́тне поши́рення в ча́сі (ЗПЧ, англ. Backpropagation through time, BPTT) — це методика на основі градієнту для тренування певних типів рекурентних нейронних мереж. Її можна застосовувати для тренування мереж Елмана. Цей алгоритм було незалежно виведено численними дослідниками.

## Алгоритм
Тренувальні данні для ЗПЧ повинні бути впорядкованою послідовністю пар входів-виходів, {\displaystyle \langle \mathbf {a} _{0},\mathbf {y} _{0}\rangle ,\langle \mathbf {a} _{1},\mathbf {y} _{1}\rangle ,\langle \mathbf {a} _{2},\mathbf {y} _{2}\rangle ,...,\langle \mathbf {a} _{k-1},\mathbf {y} _{k-1}\rangle }. Для {\displaystyle \mathbf {x} _{0}} мусить бути вказано початкове значення. Для цієї мети зазвичай застосовують вектор з усіх нулів.
ЗПЧ починається з розгортання рекурентної нейронної мережі в часі, як показано на цьому зображенні. Ця рекурентна нейронна мережа містить дві нейронні мережі прямого поширення, f та g. Коли ця мережа розгортається в часі, то розгорнута мережа містить k примірників f, і один примірник g. У наведеному прикладі мережу було розгорнуто до глибини k = 3.
Потім тренування відбувається подібним чином, як і при тренуванні нейронної мережі прямого поширення зворотним поширенням, за тим виключенням, що тренувальні зразки відвідуються послідовно. Кожен тренувальний зразок складається з {\displaystyle \langle \mathbf {x} _{t},\mathbf {a} _{t},\mathbf {a} _{t+1},\mathbf {a} _{t+2},...,\mathbf {a} _{t+k-1},\mathbf {y} _{t+k}\rangle }. (Всі дії для k моментів часу потрібні тому, що розгорнута мережа містить входи на кожному з розгорнутих рівнів.) Після представлення зразка для тренування уточнення ваг у кожному з примірників f ({\displaystyle f_{1},f_{2},...,f_{k}}) підсумовуються, і потім застосовуються до всіх примірників f. Як початкове значення {\displaystyle \mathbf {x} }, як правило, використовують нульовий вектор.

## Псевдокод
Псевдокод ЗПЧ:
```
Зворотне_поширення_в_часі(a, y)       // a[t] є входом у момент часу t. y[t] є виходом
    Розгорнути мережу, щоби містила k примірників f
    повторювати до досягнення критерію зупинки:
        x = вектор нульової величини; // x є поточним контекстом
        для t від 0 до n - k          // t є часом. n є довжиною тренувальної послідовності
            Встановити входи мережі в x, a[t], a[t+1], ..., a[t+k-1]
            p = поширити входи в прямому напрямку всією розгорнутою мережею
            e = y[t+k] - p;           // похибка = ціль - передбачення
            Поширити в зворотному напрямку похибку e всією розгорнутою мережею
            Підбити загальну суму змін ваг у k примірниках f.
            Уточнити всі ваги в f та g.
            x = f(x, a[t]);           // обчислити контекст для наступного моменту часу

```

## Переваги
ЗВЧ має схильність бути значно швидшим для тренування рекурентних нейронних мереж, ніж методики оптимізації загального призначення, такі як еволюційна оптимізація.

## Недоліки
ЗВЧ зазнає труднощів з локальними оптимумами. В рекурентних нейронних мережах локальний оптимум є набагато значнішою проблемою, ніж у нейронних мережах прямого поширення. Рекурентний зворотний зв'язок у таких мережах має схильність створювати хаотичні реакції в поверхні похибки, в результаті чого локальні оптимуми виникають часто, і в дуже поганих місцях поверхні похибки.